# 和地つかさ
和地 つかさ（わち つかさ、1993年〈平成5年〉5月13日 - ）は、日本のタレント、グラビアアイドル、女優。栃木県出身。株式会社モリサンカンパニー所属。

## 経歴
- 2011年、アイドルグループ「メグリアイ」の1期生としてデビュー[4]。
- 2013年、「ろりぽっぷがーる」のモデルとしてポートレートが掲載される[5][6]。
- 第4回ミスヤングチャンピオン2013のサバイバルメンバー（セミファイナリスト）となり[7]、これをきっかけにグラビアを始める[8]。
- 2014年、エッグスターに所属。初のDVD「初恋Watch」を発売。A&Gアカデミー声優&ラジオパーソナリティコースを卒業（16期）[9]。
- 2017年、天木じゅん・RaMuとともに『さんぽけ〜三国志大戦ぽけっと〜』（セガ・インタラクティブ、2017年4月20日配信）の応援隊『さんぽけ Girls★』に選ばれ、宣伝イベントなどに出演[10]。
- 週刊SPA!によるグラビアン魂アワード2017にてリリー・フランキー個別賞むちむちいやし賞受賞。
- 2018年3月、ワンエイトプロモーションを退所[11]。同年6月、アイエス・フィールドに移籍[12]。
- 2019年8月、公式YouTubeチャンネルを開設[13]。
- 2020年10月1日、株式会社アイ・エヌ・ジーに所属することを発表した[14][15][16]。
- 2021年3月5日、ジェクス株式会社のコンドームブランド『ZONE』の年間アンバサダーに選出された[17][18]。
- 2021年4月6日、ファンクラブ「わっちんち」開設[19][20]。
- 2021年6月21日、パーソナルトレーニングジム「RIZAP」にてダイエットに挑戦。テレビCM「BA和地つかさ」篇にて、ダイエット前後の姿が公開された[21]。
- 2022年5月、クリエイター支援プラットフォーム「ファンティア」にて『もしも彼女がグラドルだったら〜妄想彼女型ファンクラブ〜』開設[22][23][24]。
- 2023年7月現在、所属事務所は株式会社モリサンカンパニーに所属している[25]。
- 2024年6月27日、グラビア活動10年目で初の写真集となる『WATCH ME』を発売[26][27][28]。

## 人物
- 兄がいる[29]。
- 幼稚園児の頃から薬師丸ひろ子に憧れていたことで、アイドルが将来の夢だった[8]。
- 胸は小学4年生でCカップだった[30]。
- 趣味は美少女鑑賞、映画、少女マンガ[30]、飲み歩き、激辛料理[1]。
- 特技は着付け（大学生時代、和食屋でアルバイトをしていたことから）、ベッドのシーツの早替え（ヘルパーの資格を持っていることから）、バナナの早食い[31]。
- 2016年1月2日フジテレビ系『芸能界煩悩CUP 有吉のドッキリ初笑い!』で、ドッキリ企画「1番チラ見してしまうのは誰か」の仕掛け人として「混浴温泉の巨乳リポーター」に扮した姿が放送後、ネット上でその存在が話題となり、当時の最新DVDがAmazonランキング１位になる。これまでのDVDもAmazonランキングで急上昇する熱狂ぶりで、たちまち"わっち"フィーバーが巻き起こった[32]。
- 2017年6月に出演したNEO決戦バラエティ キングちゃんのドッキリ企画「今ヤリにいけるアイドルグランプリ」にてニセ気功師（バイきんぐ西村）に気功をかけられオーディション会場の外に出てしまうほどの超絶ダイブを見せ話題になる[33]。
- かなりの酒豪で、2017年7月に出演したゴッドタンの人気企画「飲み姿カワイイGP」では生ビールに白ワイン15杯とまるで水のようにワインをあけ弾けた飲みっぷりに大反響。ハイテンションで飲む楽しそうな姿はネットでも話題となり、放送後はYahoo!検索ワードで2位となった[34]。「飲み姿カワイイＧＰ」出演で女性ファンが急増したと話している[35]。バラエティ番組での奮闘ぶりが話題となり、思い切りが良く明るいキャラクターで好感度も上昇中[36]。

## 作品

### イメージDVD
- 初恋Watch（2014年10月23日、ギルド）[37]
- おっぱいウォッチ（2015年5月25日、エアーコントロール）[38]
- もっと抱きしめていたい（2015年8月28日、シャイニングスター）
- ミルキー・グラマー（2016年1月22日、竹書房）[39]
- Watch Me！〜わっちミー〜（2016年4月29日、スパイスビジュアル）[40]
- もしも彼女が妹だったら（2016年7月25日、エアーコントロール）[41]
- たわわっち（2016年10月20日、ラインコミュニケーションズ）[42]
- No brand（2017年1月20日、イーネット・フロンティア）[43]
- わちにゃんこ（2017年5月19日、竹書房）[44]
- ずっとそばに（2017年9月22日、イーネット・フロンティア）[45]
- 君のために（2018年1月20日、ラインコミュニケーションズ ）[46]
- ふわふわハニー（2018年10月18日、ギルド）[47]
- ふわふわベイビー（2019年2月17日、双葉社）[48]
- 島ナースつかさ（2019年5月31日、スパイスビジュアル）[49]
- ボクとボイン（2019年8月25日、エアーコントロール）[50]
- かてきょ（2019年12月25日、エアーコントロール）[51]
- ふくらみ国宝級（2020年4月24日、竹書房）[52]
- Lucky スケベ！（2021年2月25日、エアーコントロール）[53]
- WatchIng（2021年5月28日、エスデジタル）[54]
- ふわふわラヴァーズ（2024年10月24日、ギルド）[55]

### 動画配信
- 夢想プライバシー（2024年8月31日、ギルド）[56]

## 出演

### 映画
- 鬼談百景 「赤い女」[注 1]（2016年1月、大畑創監督） - 坂田絵美里 役
- 夢の続きをもう一度（2017年、土田準平監督） - 夏子 役
- ハズレときどき恋[57]（2018年、竹内里紗監督）東映 presents HKT48×48人の映画監督たち

### ドラマ
- ドラマ10 美女と男子（2015年4月、NHK総合） - アイドルグループ キャンティーンのセンター 役
- 嫌われる勇気 第8話（2017年2月、フジテレビ）
- 癒されたい男　第10話（2019年6月12日、テレビ東京） - いなせ田トビ子 役[58]
- おふろやさん日和2 第6話、第12話（2020年2月9日・3月22日、V☆パラダイス） - 高城そら 役（第6話）、錦野風子 役（第12話）

### TV
- 真夜中のおバカ騒ぎ!（2014年6月、TOKYO MX / 千葉テレビ） - まよバカガールズ
- 有吉のドッキリ初笑い! 芸能界煩悩CUP（2016年1月、フジテレビ） - 温泉レポーター（チラ見トラップガール）
- 5時に夢中!（2016年1月、TOKYO MX）
- ニャン♥︎テレ（2016年1月、仙台テレビ）
- MATSUぼっち（2016年5月、フジテレビ）
- ホットドッグ・プレスTV（2016年7月、BS日テレ）
- ニンゲン観察バラエティ モニタリング（TBSテレビ）
  - 吉田モニタリング：巨乳湯きり美女 役（2016年9月）
  - 恋のキューピット美女 役（2017年2月）
- 10人の売れたい女VS鈴木拓（2016年9月・2016年11月、AmebaTV）
- おねだりプリンセス #5・#6（2016年、AmebaTV）
- 発掘！ビットガールズ（2016年10月 - 2017年3月、TOKYO MX） - 準レギュラー
- 美女ランチ（2016年10月、AmebaTV）
- 女神降臨（2016年12月、MONDO TV）
- 戦うお正月（2017年1月、テレビ朝日） - 巨乳アシスタント
- NEWSな2人（2017年2月、TBS）
- 鎧美女（2017年2月、フジテレビONE）
- 麻雀最極決定戦!サバイバルバトル極雀（フジテレビONE）
  - season7（2017年3月） - アシスタント
  - season11（2017年10月）
- 激！今夜もドル箱（2017年4月、テレビ東京） - ゲスト
- 360°まる見え！VRアイドル水泳大会」(2017年4月25日、フジテレビ)[59]
- フジモンが芸能界から干される前にやりたい10のこと（2017年5月、AmebaTV） - 週替わり女性アシスタント
- #SHIBUYAmeba（2017年5月、AmebaTV） - ゲスト
- NEO決戦バラエティ キングちゃん（テレビ東京）
  - 今、ヤりにいくアイドルGP（2017年5月）
  - レギュラー第2期 最終回（2017年6月）
  - 今、ヤリにいくアイドルGP（2018年1月）
- ゴシップジェネレーション（2017年7月、AmebaTV）
- ゴッドタン 飲み姿かわいい選手権（2017年7月、テレビ東京）
- 深夜に発見！新shock感（2017年8月12日・19日、テレビ東京）
- 水曜日のダウンタウン（2017年8月、TBS） - スタジオゲスト
- 篠崎愛の初体験ラボ（2017年8月、AmebaTV）
- いいすぽ!（2017年9月、フジテレビONE） - アシスタント
- 旅ずきんちゃん 〜全日本のほほ〜ん女子会〜（2017年9月、CBCテレビ）
- 今から、西野アナが行きますんで（2017年11月、テレビ東京）
- ひらめき！ビットダービー（2017年11月 - 、千葉テレビ / BS12） - 準レギュラー
- 勇者ああああ 芸能界鉄道風紀委員会（2017年12月、テレビ東京）
- 全国一斉！恋愛センター試験（2018年1月、AmebaTV）
- 良かれと思って! 2時間SP（2018年1月、フジテレビ）

### CM
- シムシティビルド - もちねこ 役
- RIZAP（2021年6月 - ） - 「BA和地つかさ」篇[21]

### ウェブテレビ
- おしえて！競輪塾（2016年4月 - 2017年3月）
- ぶらり路上プロレス #7・#8・#16（2017年1月 - 、Amazonプライム・ビデオ） - 旅人[60]
- ロンドンハーツ in AmebaTV-アイドルトラップ（2017年5月、AbemaTV / YouTube）
- フジモンが芸能界から干される前にやりたい10のこと（2017年5月、AmebaTV） - 週替わり女性アシスタント
- SEGA GAMES「全力GAMEバラエティゆるり1000%」（2017年6月 - ） - レギュラー
- 真夏の濡れ濡れビンカン学校（2017年7月22日・24日、AbemaTV） - 妄マンガール
- モヤモヤさまぁ〜ず2 しこしこさまぁ～ず3（2017年10月29日、ネットもテレ東 / テレビ東京YouTube ch）
- 360°まる見え! VRアイドル水泳大会（2019年9月13日、フジテレビオンデマンド）[61]
- スコラー（2021年3月9日[62] - 3月15日、EvisJap/えびすじゃっぷ/YouTube）
- TALKINʼNEO（2022年7月13日 - 、音楽トーク番組「TALKINʼ ABOUT」/YouTube） - MC

### グラビア
- 小学館ビジュアルウェブS 2014年度乙女学院
- 週刊プレイボーイ グラビア（2015年4月）
- 週刊ヤングジャンプ プレゼント懸賞ページグラビア（2015年10月）
- 週刊プレイボーイ 巻末撮りおろし（2016年2月）
- EX!MAX 東京♡グラドルデート（2016年3月）
- ヤングマガジン ブレイキンガール（2016年6月）
- 週刊プレイボーイ 表紙 日本のグラビアアイドル100人（2016年6月）
- ファースト写真集「towel,」（2016年6月）
- ヤングチャンピオン センターグラビア（2016年10月）
- 週刊SPA! グラビアン魂（2016年11月）
- 週刊プレイボーイ 新年号 （2017年1月）
- アサ芸シークレット（2017年2月）
- 週刊プレイボーイ（2017年2月）
- キスカ　表紙,巻頭グラビア（2017年5月）
- 週刊プレイボーイGW号（2017年5月）
- アサヒ芸能 表紙（2017年9月）
- 週刊プレイボーイ-ニッポンのグラドル51人（2017年10月）
- カスタムCAR2月号 表紙（2017年12月）
- 週刊SPA! ボートレースグラビア（2017年12月）
- 週刊SPA!グラビアン魂（2018年3月）

### ラジオ
- アクターズゲート きらきら☆トライアングル♬」パーソナリティ（2014年4月、文化放送超A&G+ / AG-ON ラジオ）

### 舞台
- 「舞台 ドリームクラブ 〜国民総ピュア化計画☆エブリディが週末!?〜」（ディースリーパブリッシャー/ゲーム原作舞台）（2013年8月） - 魔璃 役
- アリスインプロジェクト「時空警察ヴェッカー改 ノエルサンドレ」時組（2014年4月） -  芹川葵 役
- 劇団空感エンジンプロデュース「プレイス」（2014年6月） - 美奈 役
- 超スポ魂合唱コメディ 舞台『超スポ魂合唱コメディ『SING!!』-The TAKT of MAGIC-』（2014年9月） - 伊神愛 役
- 舞台「ホテル・ミリオン・ドールズ」（2015年1月） - 椿チーム・アイリ 役
- 女神座ATHENA 4th IMPACT「アレス・レベリオン」（2015年2月） - バル、タゴサク 役
- リングのマクベス（2015年5月）
- A&G10周年公演 「禽獣のクルパ」（2016年1月）
- そして龍馬は殺された（2016年4月、俳優座劇場）
- 進戯団 夢命クラシックス×07th Expansion vol.2 舞台「ROSE GUNS DAYS-season1-＠俳優座劇場」（2016年9月、俳優座劇場） - メリル・田無 役
- 舞台「コウの花嫁」（2016年10月） - 傘組ヒロイン・コウ 役
- SEPT prezents 舞台「ZEST」エピソード１（2017年3月）
- 舞台「骸骨ストリッパー『雷火』」（2017年6月） - 壱与 役
- 舞台「ハンドシェイカー」（2018年1月） - チヅル 役
- 進戯団 夢命クラシックス×07th Expansion vol.4 舞台「ROSE GUNS DAYS～Season3～」（2018年3月） - メリル・田無 役
- 進戯団 夢命クラシックス×07th Expansion vol.5 舞台「ROSE GUNS DAYS-Last Season-」」（2018年12月） - メリル・田無 役

### イベント
- SEGA GAMES さんぽけ×真・三国無双イベント-さんぽけガールズ（2017年5月）
- TOKYO GRAVURE IDOL FESTIVAL 2017（2017年8月4日 – 6日、TOKYO IDOL FESTIVAL 2017　GRAND MARKET）[63]
- 日本テレビ「24時間テレビ」チャリティーイベント（2017年8月、日産グローバルギャラリー本社）
- NO KICK NO LIFE 新章 -雲外蒼天- × DIAMOND FES（2021年2月24日、TSUTAYA O-EAST） - ラウンドガール[64]

### LINEスタンプ
- 和地つかさ×まいっちんぐマチコ先生（2019年4月13日）[65]

## 書籍

### 写真集
- WATCH ME（2024年6月27日、徳間書店、撮影：鈴木ゴータ）ISBN 978-4-19-865849-6[66]